# Camp Ouareau
Pour les articles homonymes, voir Ouareau.
Le Camp Ouareau, établi en 1922, s’avère l’une des deux plus vieilles colonies de vacances réservée aux jeunes filles et encore en activité au Canada. Le camp Ouareau est situé à Notre-Dame-de-la-Merci, dans la municipalité régionale de comté (MRC) de Matawinie, dans la région administrative de Lanaudière, dans la province de Québec, au Canada.

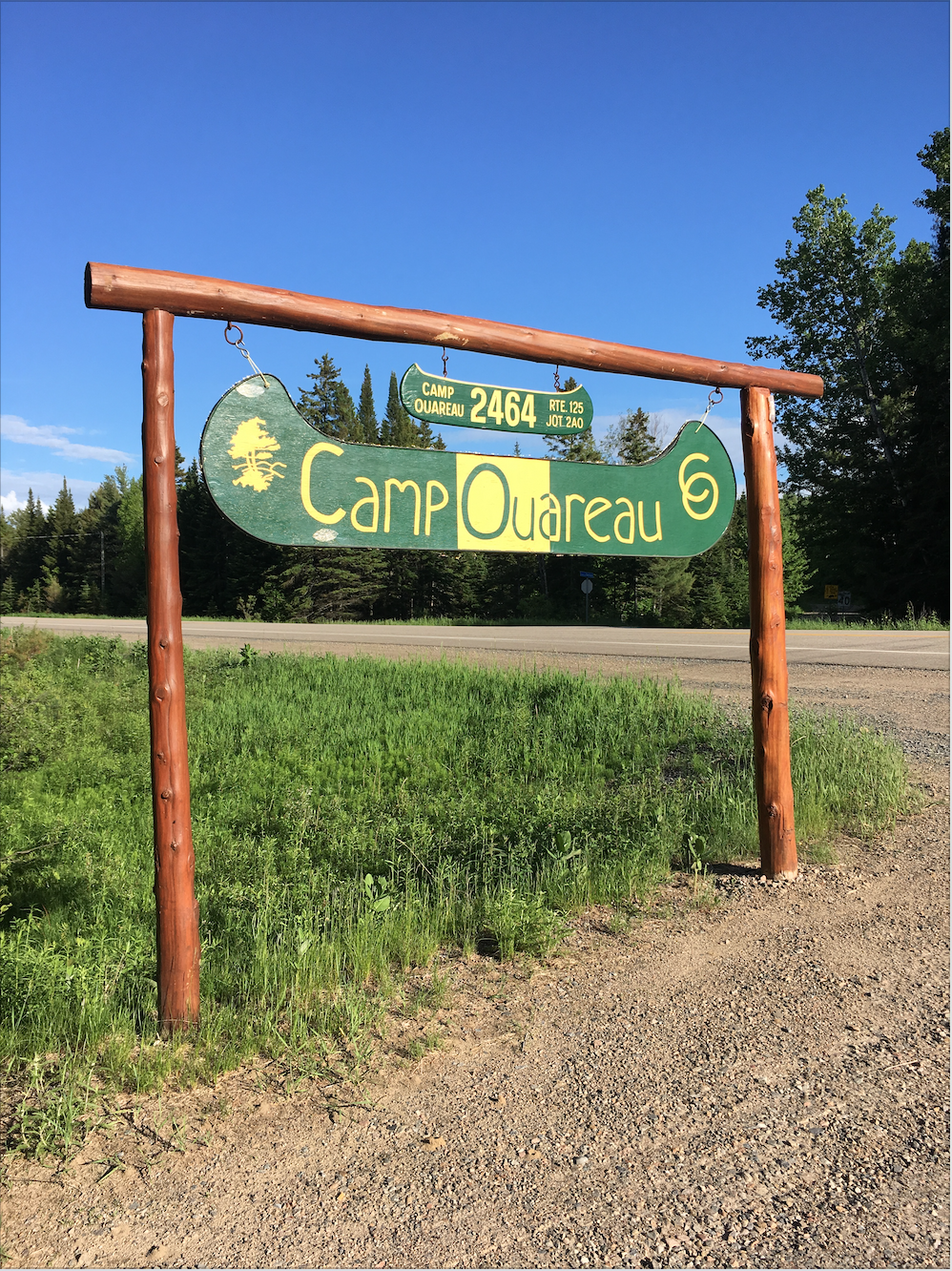
Signe à l'entrée du Camp Ouareau

## Mission
En 1922, la mission originale de ce camp anglophone pour jeunes filles désirant, en plus des plaisirs de la vie en plein air, des cours de sports terrestres et nautiques, l'équitation, l'étude de la nature, l'artisanat, etc., et l'opportunité de faire des expéditions de camping et de canoë en pleine nature. Ce camp estival recevait aussi des groupes d'adultes en fin d'été et début de l'automne.
Cette colonie de vacance a perpétué sa mission fondamentale et ses traditions depuis sa fondation. De nos jours, la mission du camp est : "Camp Ouareau, là où les filles et les jeunes femmes peuvent découvrir et être qui elles sont vraiment".
Bien que les activités du camp se déroulassent en anglais jusqu’en 1976, une minorité de campeuses francophones s’y inscrivait. En 1976, le camp est devenu bilingue avec l’introduction du programme de langue; dorénavant environ 50 % des inscriptions proviennent de filles francophones et 50 % anglophones. Depuis 1976, les activités au camp se font deux jours en français et deux jours en anglais, en alternance et des cours de langue sont offerts; l’objectif étant d'assurer un échange de la langue et des cultures tout en découvrant les différentes activités de la vie du camp,.

## Géographie

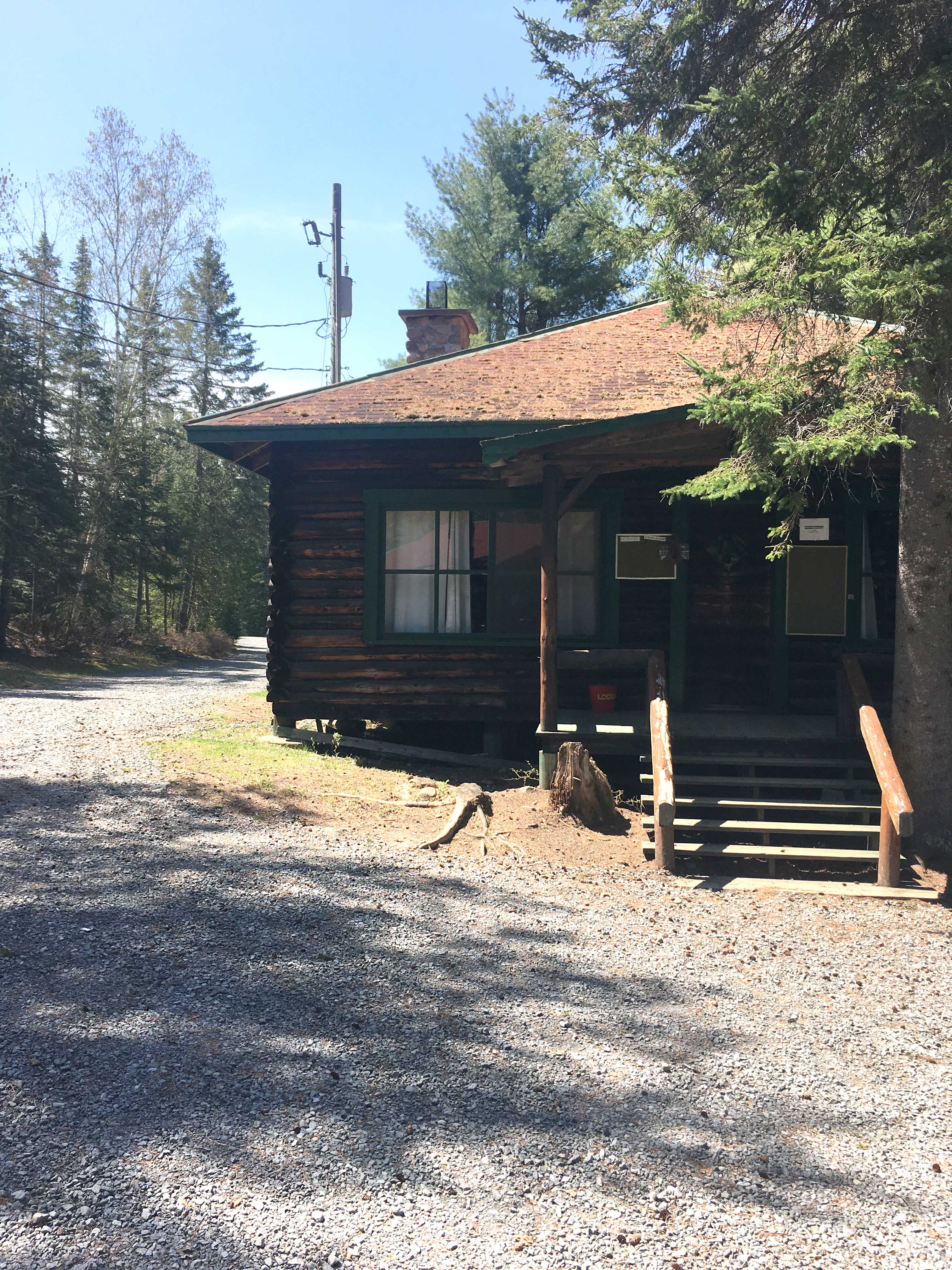
Vue du Lodge au Camp Ouareau

Le camp Ouareau est situé en zone forestière du côté nord de la route 125. Le domaine comprend une presqu’île du côté sud de la baie Leguerrier, ainsi que deux îles sur le lac Ouareau. Le lac Ouareau est connecté à la rivière Ouareau via un détroit menant au lac Archambault.
Le site du camp couvre 145 hectares et s’étire sur 250 m en bordure de la rive sud de la baie Leguerrier du lac Ouareau. L’entrée principale, du camp est située du côté Est du début du sentier menant au Mont Ouareau.

## Bâtiments et autres installations
En 1922, les deux bâtiments principaux étaient un bâtiment de loisirs et un pavillon spacieux en bois rond. L’édifice des loisirs qui comportait une grande cheminée en pierre, et était équipé d’une scène, d'un coin bibliothèque, de bureaux, de jeux, d'un piano et d'un gramophone. Les aménagements extérieurs comprenaient un radeau de plongée, des bateaux à rames, des canoës, un court de tennis, des terrains de jeux et un cours d'équitation.
En 2020, le site comporte les infrastructures suivantes : salle à manger, lodge (bâtiment principal), bâtiment multifonction comptant une cuisine d’enseignement (appelé Le Chalet), 30 chalets, 17 tentes de style Prospecteur, plage (avec quatre quais), paroi artificielle d’escalade de 45 pieds, toilettes et douches, ainsi que sept autres bâtiments utilisés comme bureaux, ou pour y accueillir des activités. Cinq des six bâtiments originaux, construits en 1921 ou 1922, sont encore utilisés aujourd’hui, notamment:
- la salle à manger qui a été dotée de vitres en 1937 et qui a été agrandie il y a quelques décennies;

- le Lodge qui a été rénové en 1939[6].

Le camp Ouareau n'a jamais eu de bâtiment servant spécifiquement de chapelle. Jadis, les rassemblements du dimanche matin se tenaient soit dans le lodge (en cas de pluie) ou dans un espace extérieur désigné "chapelle"; cet espace a beaucoup déménagé au fil des années selon la construction de nouvelles cabines ou tentes. Les archives du camp Ouareau conservent une grande collection de musique religieuse, surtout en latin et en anglais. Le camp possède encore un petit orgue portable laquelle n'est plus utilisé. Aujourd'hui, le camp Ouareau ne tient plus de services ou rituels religieux; néanmoins, l'espace occupé jadis par la chapelle sert pour faire des feux de camp et diverses activités.

## Activités sportives et culturelles

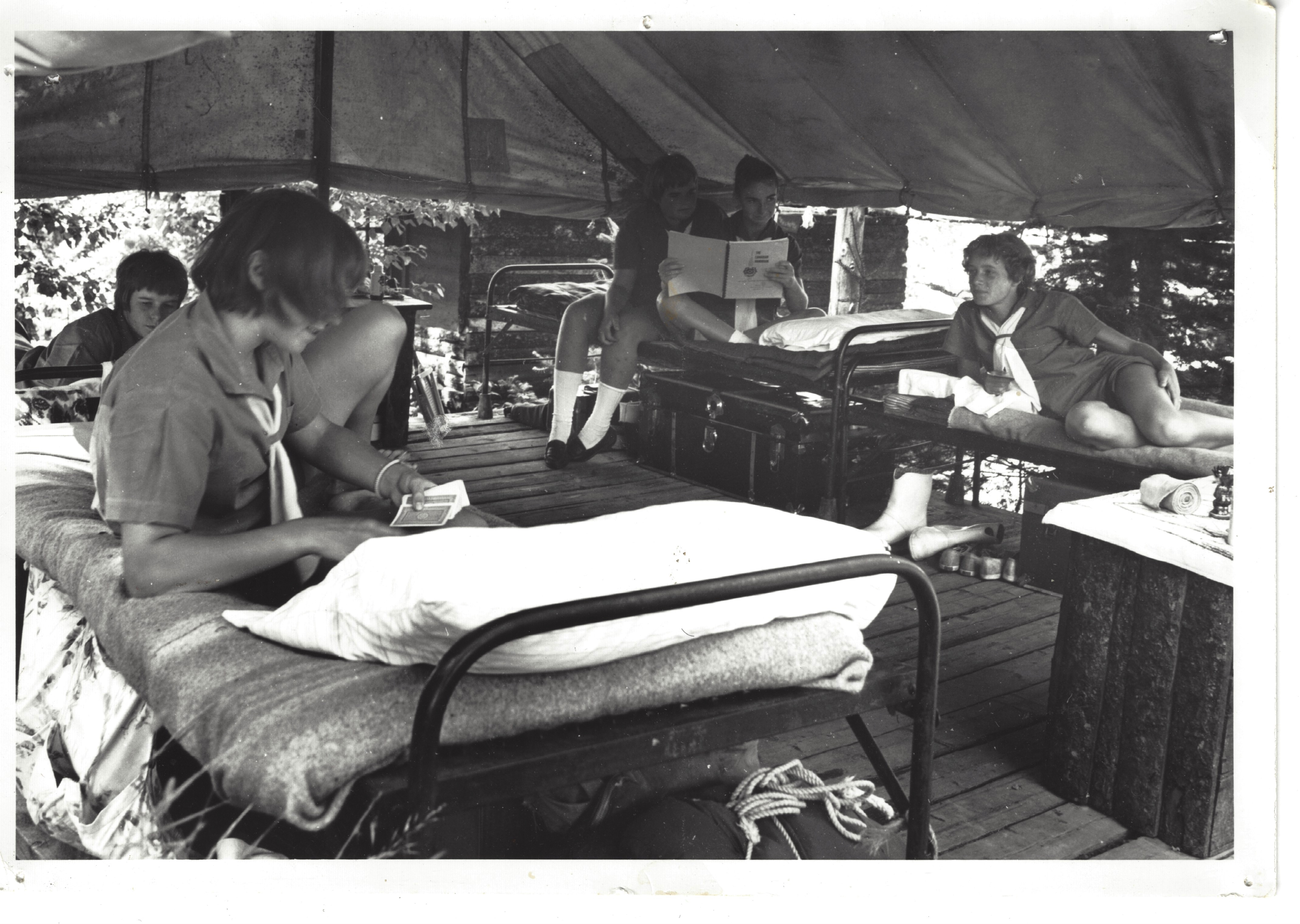
Campeuses jouant dans leur tente au Camp Ouareau, années 1940

En 2020, le camp a une capacité d’accueil de 143 campeuses chaque session de 2 semaines et près de 500 campeuses de 6 à 16 ans chaque été. Le camp est divisé en trois groupes d’âge, appelés unités Nova (6-11 ans), Luna (12-13 ans) et Sénior (14-16 ans). Un programme d’Apprentie Monitrice de 8 semaines est également offert aux campeuses ayant 16 ans.
Les activités sportives offertes par le camp sont notamment : baignade, canot, kayak, planche à voile, voile, survie en forêt, hébertisme, tir à l’arc, escalade, tennis, basketball. Les activités non sportives organisées par le camp sont notamment: arts plastiques, poterie, danse, théâtre, cours de langue et arts culinaires.

## Historique du camp Ouareau
Le camp Ouareau a été établi en 1922, soit la même année que le Glen Bernard Camp d’Huntsville, en Ontario; ces deux camps sont les plus vieux camps encore en opération au Canada et qui sont exclusifs aux jeunes filles.
En 1921, Mabel C. Jamieson et Ferna G. Halliday; toutes deux alors résidentes de Montréal, ont fait l’acquisition conjointement du terrain de M. Leguerrier, où sera aménagé le camp Ouareau. Ces deux femmes d’université et enseignantes avaient déjà une expérience considérable de camping et d’activités de colonies de vacance. De 1918 à 1921, Mlle Halliday exerçait comme secrétaire de l’Association chrétienne des jeunes femmes de Montréal; elle a aussi été responsable des jeunes filles au camp Oolahwan dans les Laurentides.

### Les principales directrices du camp Ouareau
Au printemps de 1922, Ferna G. Halliday faisait une tournée d’information, notamment à Sherbrooke, pour promouvoir l’ouverture du camp auprès des jeunes filles. Mlle Halliday codirige le camp en 1922 et 1923. Puis, elle devient la directrice du Camp Oconto qui débuta ses opérations à l’été 1924 à Tichborne, au nord de Kingston, en Ontario. Les deux camps continuèrent leurs opérations sur la même mission et selon des traditions similaires, notamment les rituels d'ouverture et de fermeture, qui comprennent une cérémonie aux chandelles avec de la musique classique, de la poésie et des tableaux vivants.
À partir de 1924, Mabel C. Jamieson dirigea les opérations du camp Ouareau. En 1915, elle a été secrétaire nationale étudiante de l'Association chrétienne des jeunes femmes du Canada. Après ses études terminée en 1918 au College Pupils de Richmond, elle devient secrétaire générale au Y.M.C.A. de Montréal au moins de 1915 à 1920, et fut membre du comité des Seize en 1919 lequel avait reçu le mandat d'épuration des mœurs à Montréal. Elle fit carrière dans l'enseignement.
Dorothy Percival devient directrice du camp Ouareau en 1934, puis elle fait l'acquisition du site en 1937.
Joyce Bertram devient directrice en 1954 et propriétaire la même année, ayant acheté de Mme Percival. Bertram avait composé plusieurs chansons pour le camp, dont plusieurs sont toujours chantés aujourd’hui. Elle fut également coordonnatrice du programme au Collège Havergal à Toronto jusqu'en 1985. Elle a été éditrice au journal de la Canadian Camping Association et y a également publié des écrits; la plupart peuvent être consultés en ligne. Elle fut récipiendaire du Honorary Life Member Award de l'Association des Camps de l'Ontario.
Madeleine Ferguson Allen devient directrice et propriétaire en 1971. En 1976, elle implanta le programme linguistique qui a permis au camp de subsister. En fin de sa carrière, elle a été écrivaine et s’impliqua grandement au sein de la bibliothèque municipale de Lennoxville où elle résidait.
Jacqui Raill devient directrice en 1994. Elle et son mari, Don Raill, deviennent copropriétaires du camp Ouareau en 2002. Elle a reçu le Prix Ron Johnstone de l’Association des Camps du Canada en 2019 et le Prix Hommage de l’Association des Camps du Québec en 2009. Leur fille, Gabrielle Raill devient assistante directrice en 2004 puis codirectrice depuis 2011. Cette dernière a reçu le prix de leadership pour la jeunesse Ron et Mickey Johnston de l’Association des Camps de l’Ontario en 2006 et le prix d’honneur Jack Pearse de l’Association des Camps du Canada en 2017. Elle est l’ambassadrice du Canada pour le International Camping Fellowship.

## Événements marquants de l'histoire du camp
Les évènements marquants de l’histoire de cette colonie de vacance sont:
- En mai 1941, un feu de forêt situé au sud du lac Ouareau menaçait les installations du camp et son ouverture pour la saison; finalement, les installations du camp sont épargnées[11].

- Dans les années 1960, l’expropriation d’une partie sud du terrain servit à la construction de la route 125.
- En 1976, le camp se repositionne par l’addition du programme linguistique bilingue et d'échanges culturels; dorénavant, la moitié des campeuses sont anglophones et l'autre moitié sont francophones[2].
- Le 17 juillet 1982, célébration du 60e anniversaire en réunissant 250 anciennes campeuses et leurs familles[12].
- En août 2002, célébration du 80e anniversaire lors de grandes retrouvailles des anciennes au camp Ouareau[13].
- En mars 2003, le camp Ouareau reçoit une mention de qualité exceptionnelle pour son organisation, le niveau de ses services, de ses programmes, de son personnel, de ses infrastructures ainsi que de son site[14].
- 100e anniversaire du Camp Oolawhan du YWCA (1917-2005), célébré par les anciennes lors d’une fin de semaine de septembre 2017 au camp Ouareau. Il s’agissait d’un camp anglophone exclusivement pour les jeunes filles, créée en 1917 par le YWCA-Montréal à Sainte-Marguerite-du-Lac-Masson, dans les Laurentides[15].
- Annulation de la saison estivale 2020 à cause de la pandémie mondiale du Coronavirus Covid-19.

Un comité spécial composé de membres de l’équipe permanente et d’anciennes du camp prépare les célébrations du centenaire du camp Ouareau. La 100e saison estivale du camp est prévue d’être célébrée à l’été 2021 et le 100e anniversaire du camp sera en 2022.

## Toponymie
Cette colonie de vacances est située en bordure du lac Ouareau, d’où son nom. Le terme « Ouareau » est d’origine algonquine, signifiant « au loin » ou « lointain ». Le toponyme « Camp Ouareau » est connu depuis au moins 1922; néanmoins, il n’a pas encore été officialisé à la Commission de toponymie du Québec.
Jadis, le « Camp Ouareau » était confondu avec le « village étudiant du lac Ouareau » qui avait été établi en 1948 sur la rive sud-ouest du lac Ouareau, dans les limites de Saint-Donat-de-Montcalm, près de la rue Notre-Dame, soit près de l’entrée de la baie Leguerrier à environ un km au nord-ouest du camp Ouareau. Ce village étudiant exclusivement pour filles était exploité par la J.É.C. (Jeunesse Étudiante Catholique) qui en possédait le terrain,,. Ce village étudiant a été désigné le Centre de Jeunesse La Cordée en 1956, administré par l'Ordre du Bon temps. Cette colonie de vacance aurait cessé d'exister après février 1957.
Par ailleurs, le hameau « Camp-Ouareau », situé à environ un kilomètre à l’est du camp, soit dans la zone près du fond de la baie Leguerrier du lac Ouareau, a été officialisé le 5 décembre 1968 à la Banque de noms de lieux de la Commission de toponymie du Québec.